# Beihai (Guangxi)
Pour les articles homonymes, voir Beihai.
Beihai (chinois : 北海, Pinyin : Běihǎi, Cantonais : Pakhoi) est une ville du sud de la région autonome Zhuang du Guangxi en Chine.

## Caractéristiques
- La ville gouverne les îles de Weizhou et Xieyang.
- Beihai possède un aéroport (code AITA : BHY).
- C'est la station balnéaire chinoise la plus proche pour toute la partie ouest de la Chine
- Superficie totale : 3 337 kilomètres carrés
- Recouverte par 35,69% de forêts (97 000 hectares)
- Le district de Beihai s'étend sur 114 kilomètres du Nord au Sud, et sur 93 kilomètres d'Est en Ouest

## Population
La ville de Beihai est soumise à une forte augmentation de sa population ces dernières années. Ceci est principalement dû à un exode rural important ainsi qu'à l'attrait qu'on les Chinois des autres provinces pour cette ville, réputée pour son air marin salubre.
- Population totale fin 2008[2] : 1 577 200 habitants.
- Population totale fin 2010[3] : 1 617 500 habitants.
- Population totale selon le site gouvernemental : 1 630 000 habitants.
- Population rurale : 1 110 400 habitants fin 2008[4].
- Population du centre-ville : Il comptait en 2001 environ 232 200 habitants (2006: environ 305 000 ; plus récemment[Quand ?] : environ 600 000 [5]), dont environ 2 % de chrétiens.
- La population est constituée en majorité de Hans et de quelques minorités ethniques, principalement les Zhuang, Yao et Miao. On y trouve aussi les minorités Dong, Mularo, Maonan, Hui, Jing, Yi, Shui, Gelao, Manchu, Mongoles, Tujia, Coréennes, Bai, Dai, Gaoshan, Li, Daur, Dongxiang, Ouighoures ainsi que plus de 20 minorités tibétaines. Les minorités ethniques représentent environ 2% de la population totale avec environ 30 000 membres.

## Climat
Le climat de Beihai est de type tropical maritime. La région est soumise au phénomène des moussons, ainsi qu'au risque de typhons. Ce risque est toutefois modéré, comparé à celui d'autres régions tropicales. Le printemps est doux, pluvieux et humide, l'été très orageux, l'automne très sec et l'hiver sec fait davantage ressentir le froid que dans un climat tempéré.
Les températures moyennes pour Beihai vont de +15 °C pour le mois le plus froid à +28,9 °C pour le mois le plus chaud, avec une moyenne annuelle de +23,1 °C, et la pluviométrie y est de 2 080,9 mm (chiffres arrêtés en 1990).
L'air marin de la ville est réputé pour son taux d'ion négatifs d'oxygène élevé (jusqu'à 2 500 à 5 000 par centimètre cube d'air)

## Histoire
Beihai joue depuis plus de deux millénaires un rôle actif dans l'économie étrangère de la Chine et les échanges portuaires. À l'époque des Dynasties Han et Tang, la ville était déjà un port réputé et une destination des premières voies maritimes marchandes, lui conférant un statut d'importante ville portuaire pour le sud de la Chine, tant dans les temps anciens que contemporains. En avril 1984, Beihai a été reconnue comme l'une des quatorze villes côtières les plus ouvertes sur le monde extérieur. La ville connut alors une forte augmentation de sa surface construite jusqu'en 1994, le gouvernement ayant ordonné l'arrêt de la construction de nombreux édifices pour des raisons de sécurité. Une très forte urbanisation des campagnes s'est également fait ressentir durant cette décennie. Beihai est en outre une ville réputée pour être un des derniers bastion des pirates du Golfe du Tonkin.
À la suite du traité de Yantai en 1876, huit nations occidentales (Royaume-Uni, États-Unis, Autriche-Hongrie, Allemagne, France, Italie, Portugal et Belgique) ont construit et mis en place des consulats, des hôpitaux, des églises, des écoles et ouvert des voies maritimes commerciales. Aujourd'hui, quinze de ces constructions sont toujours présentes dans la ville. Beihai est le siège d'un diocèse catholique tenu par les missionnaires français, le diocèse de Beihai (Pakhoi), qui comptait trente-trois églises en 1949. La ville n'est officiellement devenue une destination touristique qu'en 1982.

## Faune et flore
La biodiversité de Beihai est exceptionnelle en raison du climat tropical et maritime. Cette diversité de la faune et la flore se retrouve aussi dans l'océan et sur les terres avoisinantes. La végétation est luxuriante, et on y trouve notamment des forêts de mangrove qui abritent une multitude d'oiseaux, de reptiles, de poissons et de crustacés. On peut également trouver des limules, cet étonnant fossile vivant qui n'a presque pas évolué depuis plus de 500 millions d'années et vient pondre en masse à la pleine lune.

## Tourisme

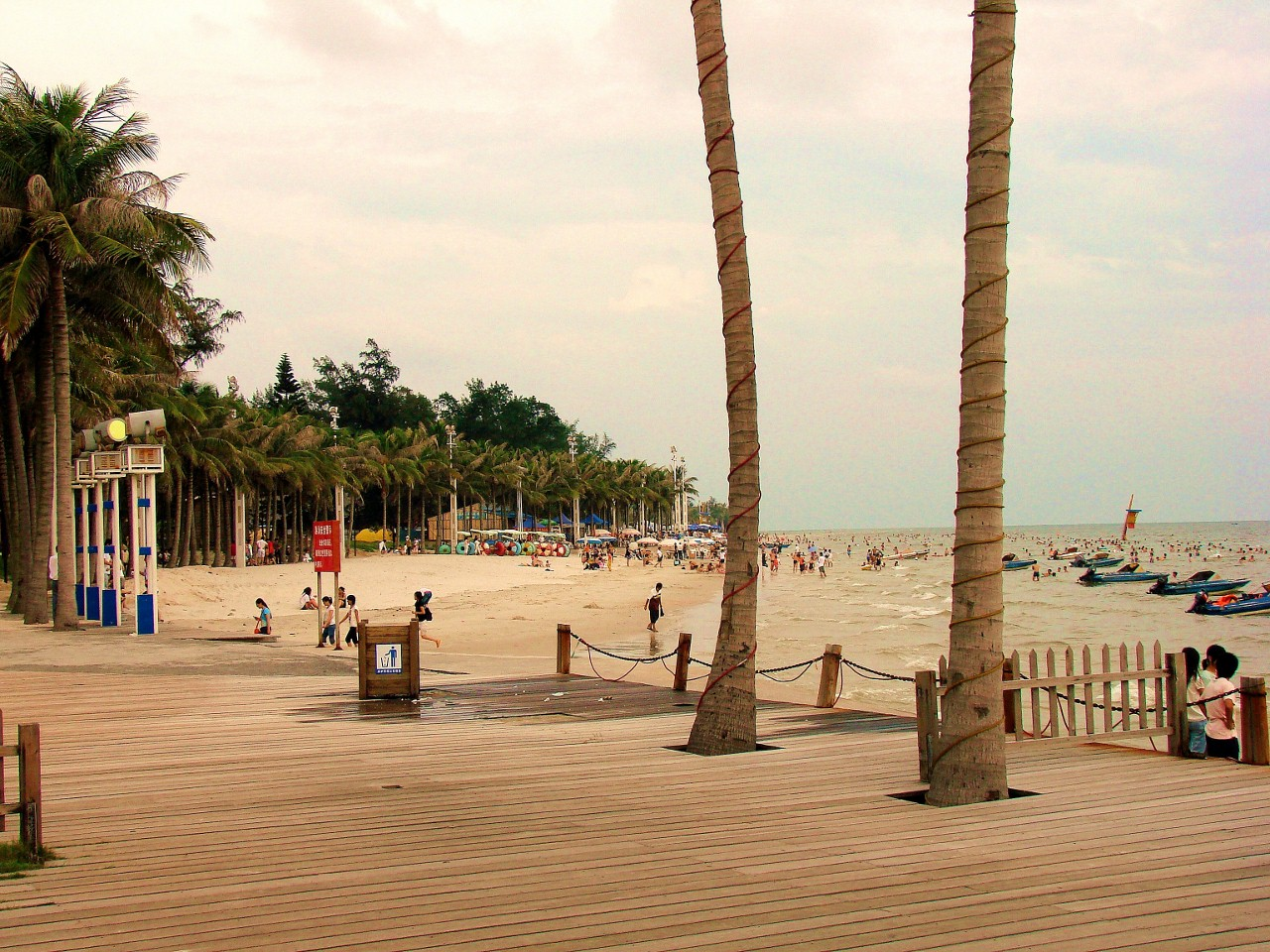
Plage d'argent

Beihai est une destination appréciée notamment pour sa longue plage au sable très blanc et très fin, « Plage d'argent » (chinois : 北海海滩 ; litt. « Plage de Beihai »), qui est considérée comme l'une des meilleures plages de la Chine, avec 24 km de plages de 30 à 300 mètres de largeur. Les forêts de mangrove ainsi que les nombreuses petites îles avoisinantes (comme l'île de Weizhou) attirent également les touristes. En outre, l'air de Beihai est réputé pour être frais et agréable à respirer. Néanmoins, les nombreux bâtiments dont la construction a été stoppée net en 1994 à la suite d'une décision du gouvernement de la ville et les routes très larges où la circulation est presque nulle confèrent à la ville une impression de ville fantôme ou de ville champignon. Les touristes pourront apprécier la vieille ville de Beihai, qui comporte des bâtiments tels qu'ils ont été construits par les Français. De nombreux bâtiments ont besoin d'être réparés mais les rues étroites n'en facilitent pas la rénovation.

## Nourriture et boissons
Beihai est très diversifiée en ce qui concerne l'alimentation. On y trouve toutes sortes de restaurants et de bars de multiples nationalités. De même, il est possible de déguster des plats typiquement européens, musulmans ou en provenance des provinces limitrophes, et également beaucoup de fruits de mer réputés pour leur exceptionnelle fraîcheur. Il est en revanche conseillé d'éviter les semaines suivant le Nouvel An chinois pour consommer les fruits de mer en raison de risques d'intoxication alimentaire dus à la pollution de l'océan élevée à cette période de l'année.

## Pollution

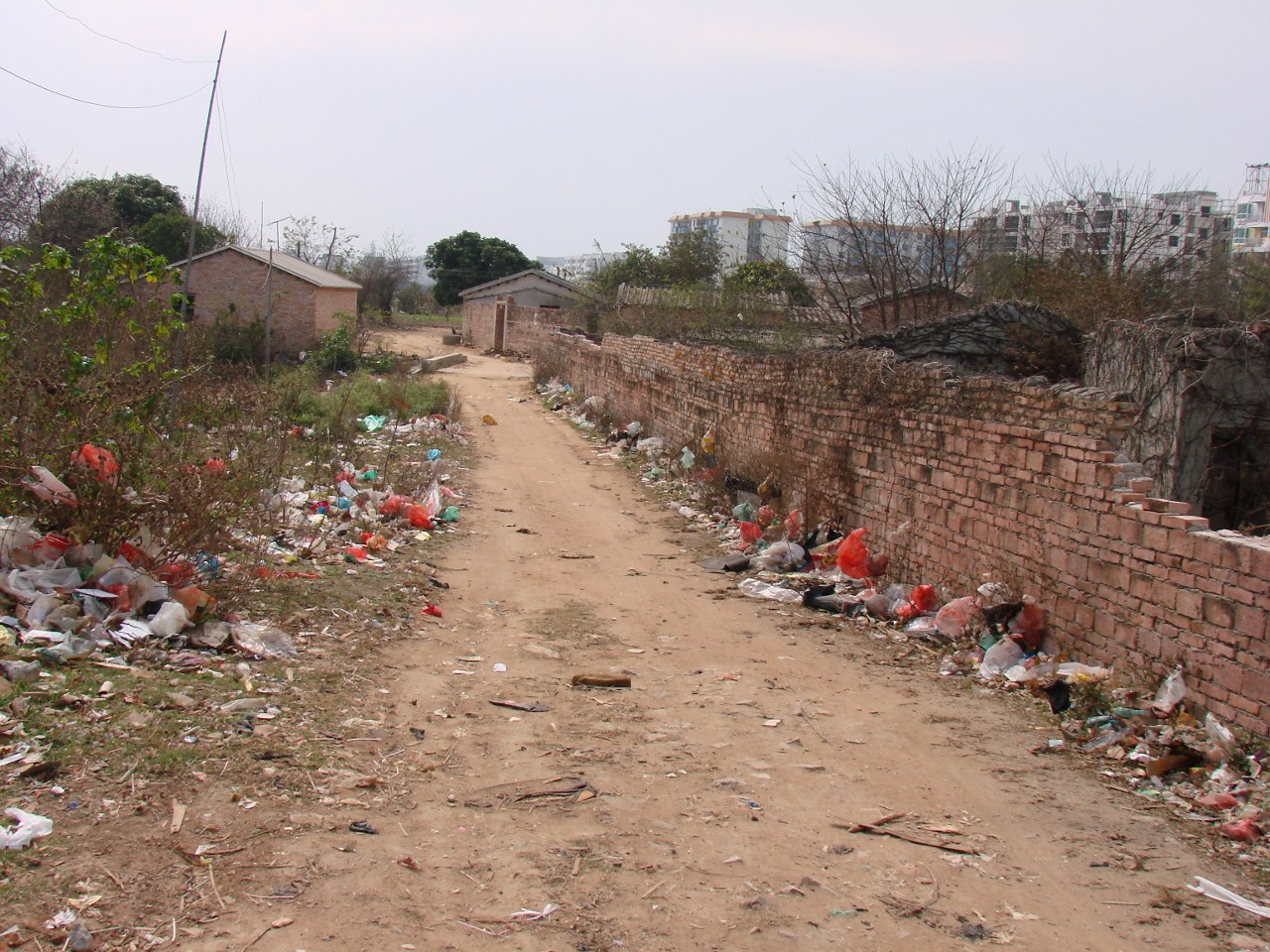
Pollution à Beihai

Depuis la dernière décennie, comme dans beaucoup d'autres villes chinoises, la faune et la flore exceptionnelle de Beihai sont mises à mal par la pollution. Cette pollution a gagné la campagne ainsi que les principales plages et est aujourd'hui très préoccupante. Elle est due principalement au manque d'éducation des habitants en matière de protection de l'environnement, ces derniers ne faisant pas de différence entre jeter une pelure de fruit et jeter des emballages ou des sacs plastique. Ceci est dû au fait qu'ils sont passés d'une vie paysanne à une vie urbaine trop rapidement, en raison de la croissance économique hors du commun de la Chine. De même, des usines peu respectueuses de l'environnement, notamment Sinopec qui extrait du pétrole au sud-ouest de Beihai, provoquent des fuites d'hydrocarbures et rejettent leurs déchets dans l'eau de l'océan. Ces déchets se retrouvent immanquablement sur les plages et tuent un nombre considérable d'animaux. Ceci a pour résultat de provoquer la mort et la destruction de cet environnement. Il n'est pas rare de se retrouver avec des taches de pétrole très collantes sur la peau en se baignant à Silver Beach. En outre, la pollution des habitants connaît un pic la semaine qui suit le nouvel An chinois. Les rues de la ville, les campagnes et les plages sont alors parsemées d'emballages, de sacs plastique et de pétards explosés. De nombreux animaux meurent et s'échouent alors sur la plage, notamment des poissons, des crabes, des grenouilles et des serpents. Il est toutefois possible de trouver de rares plages à l'état presque sauvage.

## Approvisionnement en eau et en électricité
Depuis 2010, Beihai fait l'objet de fréquentes coupures d'eau et d'électricité car les infrastructures existantes ne permettent pas de desservir la population aux périodes les plus chaudes. Les explications officielles des autorités sont que la population de la ville a augmenté trop rapidement et que donc l'approvisionnement en eau et en électricité de certains quartiers serait coupé deux ou trois fois par semaine en rotation pendant des périodes allant de 3 à 12 heures. Ce manque d'électricité est aussi causé par l'accès plus facile à l'électroménager par la population, avec une classe moyenne de plus en plus importante. Ainsi les ventilateurs de faible consommation font de plus en plus place aux climatisations. Bien que l'approvisionnement des quartiers soit censé faire l'objet d'une rotation avec d'autres quartiers, il semble que cela soit assez hasardeux, avec des quartiers sans électricité deux ou trois jours de suite, et les habitants ne sont pas toujours prévenus. Les coupures sont en général de 8 à 18h, mais il arrive que les coupures surviennent aussi pendant les soirées de forte chaleur. Certains quartiers de la ville, principalement résidentiels, semblent plus touchés que d'autres.
Le succès de ces mesures est mitigé. Non seulement cela indispose la population touchée en allant jusqu'à les empêcher de travailler, mais en plus le problème du manque d'eau n'est pas résolu car les habitants ont tendance à stocker de grandes quantités d'eau entre deux coupures, et le problème du manque d'électricité non plus car tous les réfrigérateurs et toutes les climatisations se remettent en marche en même temps, provoquant des pics anormaux de la consommation électrique.

## Jumelages
Beihai est jumelée avec les villes suivantes :
- Fidji : Suva
- Australie : Gold Coast
- États-Unis : Tulsa
- Japon : Yatsushiro
- Viêt Nam : Hải Phòng

## Subdivisions administratives
La ville-préfecture de Beihai exerce sa juridiction sur quatre subdivisions - trois districts et un xian :
- le district de Haicheng - 海城区 Hǎichéng Qū ;
- le district de Yinhai - 银海区 Yínhǎi Qū ;
- le district de Tieshangang - 铁山港区 Tiěshāngǎng Qū ;
- le xian de Hepu - 合浦县 Hépǔ Xiàn.